# Sébastien Jarrousse
Sébastien Jarrousse (* 23. August 1974) ist ein französischer Jazzmusiker (Tenor und Sopransaxophon, Komponist und Arrangeur).
Jarrousse, der aus der Bretagne stammt, studierte klassische und Jazzmusik bei François Jeanneau am CNSM in Paris, wo er 2002 mit einem Preis ausgezeichnet wurde. Er spielte in dem großformatigen, von Albert Mangelsdorff und Jean-Rémy Guédon geleiteten Deutsch-französischen Jazzensemble (Mitschnitt des Saarländischen Rundfunks 1998). Dann arbeitete er mit Robin Notte (Première escale, 2001), Cécile Verny (European Songbook, 2005) und in der Formation  Wise (Electrology, 2006). Mit eigenen Formationen, für die er komponiert und arrangiert, legte er mehrere Alben vor, zunächst Tribulation (2006), gefolgt von Dream Time (2008, mit dem mit Olivier Robin geleiteten Quintett) und La Nuit des Temps (2009). Mit dem Pianisten Lars Duppler bildete er 2012 ein Tentet franco-allemand. Bei A.MA Records erschienen seine Alben  New Frequency (2019, mit seinem Tentett einschließlich der Sängerin Ellinoa) und Attraction (2020, mit seinem Quartett). Auch nahm er mit Pier Paolo Pozzi auf.